# Helichrysum congolanum
Helichrysum congolanum là một loài thực vật có hoa trong họ Cúc. Loài này được Schltr. & O.Hoffm. mô tả khoa học đầu tiên năm 1903.